# Черановський Маркіян Григорович
Маркіян Григорович Черановський (25 жовтня 1857, Володимир, нині Волинська область — ?) — член Української Центральної Ради, депутат Всеросійських установчих зборів за списком Української партії соціалістів-революціонерів та Ради селянських депутатів по Волинській губернії, Голова Рівненської міської думи, помічник рівненського повітового комісара Української Народної Республіки.